# Cantonul Beauville
Cantonul Beauville este un canton din arondismentul Agen, departamentul Lot-et-Garonne, regiunea Aquitania, Franța.

## Comune
| Comune                    | Populație (1999) | Cod poștal | Cod INSEE |
| ------------------------- | ---------------- | ---------- | --------- |
| Beauville                 | 578              | 47470      | 47025     |
| Blaymont                  | 226              | 47470      | 47030     |
| Cauzac                    | 385              | 47470      | 47062     |
| Dondas                    | 207              | 47470      | 47082     |
| Engayrac                  | 144              | 47470      | 47087     |
| Saint-Martin-de-Beauville | 173              | 47270      | 47255     |
| Saint-Maurin              | 465              | 47270      | 47260     |
| Tayrac                    | 329              | 47270      | 47305     |